# Blizzard (ER)
Blizzard is de tiende aflevering van het eerste seizoen van de televisieserie ER, die voor het eerst werd uitgezonden op 8 december 1994.

## Verhaal
Er woedt een enorme sneeuwstorm buiten en daarom begint de dag rustig op de SEH, dit verandert als er een melding binnenkomt van een kettingbotsing waarbij veertig auto’s betrokken zijn. Bij de gewonden zit een vrouw die haar been dreigt te verliezen en een patiënt van Dr. Ross sterft terwijl hij op een behandeling wachtte.
Dr. Greene moet telefonisch begeleiding geven aan een man wiens vrouw weigert naar het ziekenhuis te komen terwijl zij moet bevallen.
Dr. Lewis probeert een man te redden die plotseling een scheurend aneurysma krijgt, de patiënt wordt gered door een onverwachte persoon.
Te midden van alle commotie maakt Hathaway ineens bekend dat zij verloofd is met Dr. Taglieri.

## Rolverdeling

### Hoofdrol
- Anthony Edwards - Dr. Mark Greene
- George Clooney - Dr. Doug Ross
- Sherry Stringfield - Dr. Susan Lewis
- Eriq La Salle - Dr. Peter Benton
- CCH Pounder - Dr. Angela Hicks
- Malgorzata Gebel - Dr. Bogdana 'Bob' Lewinski
- Scott Jaeck - Dr. Steven Flint
- William H. Macy - Dr. David Morgenstern
- Noah Wyle - John Carter
- Julianna Margulies - verpleegster Carol Hathaway
- Conni Marie Brazelton - verpleegster Connie Oligario
- Yvette Freeman - verpleegster Haleh Adams
- Ellen Crawford - verpleegster Lydia Wright
- Deezer D - verpleger Malik McGrath
- Abraham Benrubi - Jerry Markovic

### Gastrol
- Christian Coleman - Mookie 'Slice' James
- Andrea Parker - Linda Farrell
- Kevin Michael Richardson - Patrick
- Alix Elias - Roxanne
- Lorinne Vozoff - Marguerite
- Billy Leonard Williams - Dexter
- Michael Fox - Mr. Bozinsky
- Pearl Shear - Mrs. Bozinsky
- Rick Marzan - Camacho
- Emily Wagner - Doris Pickman
- Pamela Gordon - Regina

en vele andere